# Oberdiessbach
Oberdiessbach (tot 1870 officieel in het Duits Diessbach of Diessbach bei Thun) is een gemeente en plaats in het Zwitserse kanton Bern, en maakt deel uit van het district Bern-Mittelland.
Oberdiessbach telt 3.052 inwoners.

## Geboren
- Thomas Lüthi (1986), motorcoureur

Allmendingen · 
Arni · 
Bäriswil · 
Belp · 
Bern · 
Biglen · 
Bleiken bei Oberdiessbach · 
Bolligen · 
Bowil · 
Bremgarten bei Bern · 
Brenzikofen · 
Deisswil bei Münchenbuchsee · 
Diemerswil · 
Ferenbalm · 
Fraubrunnen · 
Frauenkappelen · 
Freimettigen · 
Gelterfingen · 
Gerzensee · 
Grosshöchstetten · 
Guggisberg · 
Gurbrü · 
Häutligen · 
Herbligen · 
Iffwil · 
Ittigen · 
Jaberg · 
Jegenstorf · 
Kaufdorf · 
Kehrsatz · 
Kiesen · 
Kirchdorf · 
Kirchlindach · 
Köniz · 
Konolfingen · 
Kriechenwil · 
Landiswil · 
Laupen · 
Linden · 
Mattstetten · 
Meikirch · 
Mirchel · 
Moosseedorf · 
Mühleberg · 
Mühledorf · 
Münchenbuchsee · 
Münchenwiler · 
Münsingen · 
Muri bei Bern · 
Neuenegg · 
Niederhünigen · 
Niedermuhlern · 
Noflen · 
Oberbalm · 
Oberdiessbach · 
Oberhünigen · 
Oberthal · 
Oppligen · 
Ostermundigen · 
Riggisberg · 
Rubigen · 
Rüeggisberg · 
Rüschegg · 
Schlosswil · 
Schwarzenburg · 
Stettlen · 
Tägertschi · 
Thurnen · 
Toffen · 
Trimstein · 
Urtenen-Schönbühl · 
Vechigen · 
Wald · 
Walkringen · 
Wichtrach · 
Wiggiswil · 
Wileroltigen · 
Wohlen bei Bern · 
Worb · 
Zäziwil · 
Zollikofen · 
Zuzwil
- Gemeinsame Normdatei: 4696144-6
- Historisch woordenboek van Zwitserland: 008476
- Virtual International Authority File: 248290780
- WorldCat: E39PBJmHKgQHfwK4HFFG8wcF8C